# Saint-Hilaire-d'Ozilhan
Saint-Hilaire-d'Ozilhan là một xã ở tỉnh Gard. Xã này có diện tích 16,66 km², dân số năm 1999 là 640 người. Khu vực này có độ cao trung bình 52 mét trên mực nước biển.